# Matthías Jochumsson
Matthías Jochumsson (11. listopadu 1835 Skógar – 18. listopadu 1920 Akureyri) byl islandský básník, dramatik, překladatel, novinář a protestantský kněz. Jeho báseň z roku 1874 se stala textem islandské národní a posléze i státní hymny Ó, Gud vors lands. Přeložil do islandštiny Shakesperovy a Ibsenovy hry, Byronovy básně i biblické žalmy. Jako novinář pracoval pro deník Þjóðólf, novinářskou činnost ukončil roku 1880 a věnoval se pak již jen kněžství. Jeho divadelní hra Útilegumennirnir byla prvním romantickým dramatem islandské literatury.